# Édition critique du Mahabharata

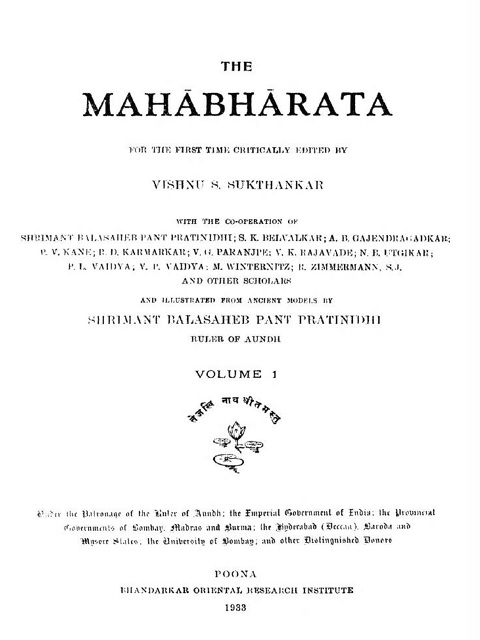
Page de garde du 1er volume de l'édition critique du Mahabharata (1933)

L'Édition critique du Mahabharata dite aussi Édition de Pune est la principale édition de référence du Mahabharata attribué à Vyasa. Elle a été publiée en 27 volumes dont 19 volumes épiques entre 1933 à 1972 par le Bhandarkar Oriental Research Institute (en) situé à Pune.

## Structure
L'édition critique du Mahabharata est organisée en 18 chants qui totalisent 74 029 shloka, soit l'équivalent d'environ 150 000 vers.
| Chant | Titre transcrit       | Titre sanskrit                       | Titre traduit                | Livres | shloka |
| ----- | --------------------- | ------------------------------------ | ---------------------------- | ------ | ------ |
| 1     | Adi Parva             | आदिपर्वन् (Ādiparvan)                   | Livre du commencement        | 1–19   | 7 293  |
| 2     | Sabha Parva           | सभापर्वन् (Sabhāparvan)                 | Livre de l'assemblée         | 20–28  | 2 390  |
| 3     | Vana Parva            | वनपर्वन् (Vanaparvan)                  | Livre de la forêt            | 29–44  | 10 325 |
| 4     | Virata Parva          | विराटपर्वन् (Virāṭaparvan)               | Livre de Virata              | 45–48  | 1 827  |
| 5     | Udyoga Parva          | उद्योगपर्वन् (Udyogaparvan)              | Livre des préparatifs        | 49–59  | 6 093  |
| 6     | Bhishma Parva         | भीष्मपर्वन् (Bhīṣmaparvan)               | Livre de Bhishma             | 60–64  | 5 418  |
| 7     | Drona Parva           | द्रोणपर्वन् (Droṇaparvan)                | Livre de Drona               | 65–72  | 8 163  |
| 8     | Karna Parva           | कर्णपर्वन् (Karṇaparvan)                | Livre de Karna               | 73     | 3 879  |
| 9     | Shalya Parva          | शल्यपर्वन् (Śalyaparvan)                | Livre de Shalya              | 74–77  | 3 311  |
| 10    | Sauptika Parva        | सौप्तिकपर्वन् (Sauptikaparvan)            | Livre de l'attaque nocture   | 78–80  | 773    |
| 11    | Stri Parva            | स्त्रीपर्वन् (Strīparvan)                 | Livre des femmes             | 81–85  | 730    |
| 12    | Shanti Parva          | शांतिपर्वन् (Śāntiparvan)                 | Livre de l'apaisement        | 86–88  | 12 885 |
| 13    | Anushasana Parva      | अनुशासनपर्वन् (Anuśāsanaparvan)          | Livre de l'enseignement      | 89–90  | 6 561  |
| 14    | Ashvamedhika Parva    | अश्वमेधिकापर्वन् (Āśvamedhikaparvan)       | Livre du sacrifice du cheval | 91–92  | 2 743  |
| 15    | Ashramavasika Parva   | आश्रम्वासिकापर्वन् (Āśramavāsikaparvan)     | Livre du séjour à l'ermitage | 93–95  | 1 064  |
| 16    | Mausala Parva         | मौसलपर्वन् (Mausalaparvan)              | Livre des pilons             | 96     | 273    |
| 17    | Mahaprasthanika Parva | महाप्रस्थानिकपर्वन् (Mahāprasthānikaparvan) | Livre du grand départ        | 97     | 106    |
| 18    | Svargarohana Parva    | स्वर्गारोहणपर्वन् (Svargārohaṇaparvan)     | Livre de la montée au ciel   | 98     | 195    |

### Origine

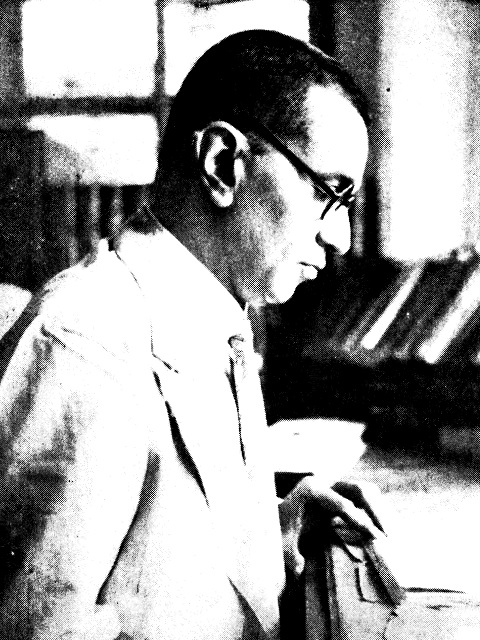
V.S. Sukthankar, l'éditeur en chef de l'édition critique du Mahabharata (vers 1935)

### Documentation
: document utilisé comme source pour la rédaction de cet article.
| - Gilles Schaufelberger et Guy Vincent (trad. du sanskrit), Le Mahabharata : Tome I : le Livre des commencements, Le Livre de l'Assemblée, Paris, Editions Orizons, 2013, 466 p. (ISBN 978-2-296-08880-1, OCLC 867903881, lire en ligne), « Introduction ». - Guy Vincent, Le Mahabharata : Tome VIII : Clefs de lecture, Paris, Editions Orizons, 3 mai 2018, 512 p. (ISBN 979-10-309-0146-7, lire en ligne), « Trame des dix huit livres du Mahābhārata ». |